# 小池美佐子
小池 美佐子（こいけ みさこ、1939年2月27日- ）は、日本のアメリカ文学者、翻訳家。元お茶の水女子大学教授。

## 略歴
東京生まれ。1961年お茶の水女子大英文科卒、東京大学大学院英文学修士課程修了。相模女子大学助教授、日本女子大学教授をへてお茶の水女子大学教授。2003年定年。
アメリカ演劇を専攻する。フェミニズム系のものが多くリリアン・ヘルマンを主として翻訳する。

## 著書
- 『NY発演劇リポート アメリカ市民社会と多文化主義』（慶應義塾大学出版会） 2002

### 共編著
- 『現代アメリカ文学の女性像』（原恵理子、勁草書房） 1985

## 翻訳
- 『ターニング・ポイント』（アーサー・ローレンツ、サンリオ） 1978
- 『眠れない時代』（リリアン・ヘルマン、サンリオ） 1979、のち文庫、のちちくま文庫
- 『子供の時間』（リリアン・ヘルマン、新水社、英米秀作戯曲シリーズ）1980
- 『女の千年王国』（ヴァージニア・キッド、サンリオSF文庫） 1980
- 『メイビー・青春の肖像』（リリアン・ヘルマン、新書館） 1982
- 『日々の祈りの書』（ジョーン・ディディオン、サンリオ） 1983
- 『ハリウッドの反逆』（エリック・ベントリー、影書房） 1985
- 『夜の言葉』（アーシュラ・K・ル＝グウィン、山田和子, 千葉薫, 青木由紀子, 室住信子, 深町眞理子共訳、サンリオSF文庫） 1985、のち岩波現代文庫
- 『スキャンダルの祝祭』（ポーリーン・ケール、新書館） 1987
- 『シングル・ファーザー 子育てをする父親たち』（K・ローゼンソール, H・ケシェット、大場昌子共訳、人文書院） 1988
- 『世界の合言葉は森』（アーシュラ・K・ル＝グウィン、小尾芙佐共訳、早川文庫） 1990
- 『暗号名はメアリ ナチス時代のウィーン』（ミュリエル・ガーディナー、四条順子共訳、晶文社） 1994
- 『一緒に食事を 回想とレシピと』（リリアン・ヘルマン, ピーター・フィーブルマン、影書房） 1997
- 『心で犯す罪』（ベス・ヘンリー、本の友社） 2000

## 論文
- Cinii